# Ermengard van Rouergue
Ermengard (of Ermengol) van Rouergue (circa 870 - 937) was van 906 tot aan zijn dood graaf van Rouergue en Quercy. Hij behoorde tot het huis Rouergue.

## Levensloop
Ermengard was een zoon van graaf Odo van Toulouse uit diens huwelijk met Garsindis. In 906 kreeg hij van zijn vader de graafschappen Rouergue en Quercy toegewezen.
In 930 doneerde hij eigendommen aan de abdij van Vabres, hetgeen hij in 932 opnieuw deed. Hetzelfde jaar gingen hij, zijn neef Raymond III van Toulouse en hertog Sancho IV van Gascogne naar het hof van koning Rudolf van Frankrijk om hem te huldigen als leenheer van hun landerijen. Dit had echter niet het gewenste effect, de koninklijke invloed in het zuiden bleef groot — koning Rudolf streed samen met hertog Ebalus van Aquitanië tegen de Vikingen en vervolgens tegen het huis Rouergue in de strijd om de suprematie in het zuidwesten van Frankrijk. 
Ermengard van Rouergue, die in 937 overleed, had samen met zijn echtgenote Adelheid ten minste twee zonen en twee dochters. Oorkonden wijzen er evenwel op dat hij nog meer zonen had. De oudste zoon, Raymond II, erfde Rouergue, de tweede zoon Hugo Quercy. Dochter Richildis huwde met graaf Sunifried I van Barcelona, en zijn andere dochter Adelheid met diens broer Sunifried II van Urgell.